# Albert Cool
Albert Maurits Cool (Appels, 31 maart 1917 - Dendermonde, 29 oktober 2003) was een Belgisch politicus voor de CVP.

## Levensloop
Cool liep school aan de handelsschool te Sint-Gillis-bij-Dendermonde en studeerde vervolgens aan de stedelijke nijverheidsschool te Dendermonde. In 1932 ging hij aan de slag als tapijtwever, een job die hij uitoefende tot 1945. Hierop aansluitend ging hij aan de slag als bode bij het ACV. Voor deze vakbond was hij van 1951 tot 1972 secretaris. 
In 1952 nam hij een eerste maal deel aan de verkiezingen. Zes jaar later (1958) werd hij een eerste maal verkozen te Appels op de CVP-kieslijst. In 1965 werd hij aangesteld als burgemeester van Appels, een functie die hij uitoefende tot de fusie van deze gemeente met Dendermonde. Hierop aansluitend was hij burgemeester van Dendermonde tot na de gemeenteraadsverkiezingen van 1982. Hij werd halfweg de legislatuur opgevolgd door Maurits Dierick.
Hij overleed in het Sint-Blasiusziekenhuis te Dendermonde. Zijn uitvaartplechtigheid vond plaats in de  Sint-Apolloniakerk in Appels. 
Zijn zoon Arthur was eveneens politiek actief.